# Wuivende veder
Wuivende veder (in het Frans: Plume aux vents) is een historische stripreeks van striptekenaar André Juillard en scenarioschrijver Patrick Cothias. Het verhaal speelt zich af in de 17e eeuw, tijdens de regeringsjaren van Hendrik IV, en gaat over de zoektocht door Ariane de Troïl in Nieuw-Frankrijk naar haar vader.
De strip is in een realistische stijl getekend, en is het vervolg op De zeven levens van de sperwer, waarvan het laatste deel in 1991 verscheen. De cyclus Wuivende veder bestaat uit vier delen die tussen 1995 en 2002 werden uitgebracht. De serie wordt uitgegeven door Glénat Benelux.

## Albums
| Nummer | Titel                      | Verschenen | Uitgeverij        |
| ------ | -------------------------- | ---------- | ----------------- |
| 1      | De zottin en de moordenaar | 1995       | Uitgeverij Glénat |
| 2      | De dondervogel             | 1996       | Uitgeverij Glénat |
| 3      | Bea-de Jager               | 2001       | Uitgeverij Glénat |
| 4      | God noch duivel            | 2002       | Uitgeverij Glénat |